# 1336 Zeelandia
Zeelandia (asteróide 1336) é um asteróide da cintura principal com um diâmetro de 20,99 quilómetros, a 2,6801842 UA. Possui uma excentricidade de 0,0598015 e um período orbital de 1 757,96 dias (4,81 anos).
Zeelandia tem uma velocidade orbital média de 17,64087875 km/s e uma inclinação de 3,19404º.
Esse asteróide foi descoberto em 9 de Setembro de 1934 por Hendrik van Gent.